# Всеукраїнський молодіжний центр
ДУ «Всеукраїнський молодіжний центр» — це державна установа з питань молодіжної політики, яка створена у 2019 році Міністерством молоді та спорту України. Зараз це експертно-ресурсний центр молодіжної роботи, який кожен день працює задля розвитку молодіжної інфраструктури та молодіжної роботи в Україні.
Місія ВМЦ – актуалізація молодіжної роботи через розвиток молодіжних центрів відповідно до потреб молоді та кращих міжнародних практик.
Задля цього Всеукраїнський молодіжний центр формує єдину політику роботи з молоддю у молодіжних центрах різних міст, створює можливості для розвитку і мережування молодіжних працівників по всій Україні, розробляє методичні матеріали з роботи молодіжних центрів, адвокатує розвиток молодіжної інфраструктури, створює освітні події для молодіжних працівників та багато іншого.

## Напрями діяльності

### Розбудова трирівневної системи взаємодії молодіжних центрів
Одніє з головних стратегічних цілей ВМЦ є сприяння створенню регіональних молодіжних центрів в тих регіонах, де вони відсутні, та налагодження їх роботи згідно з трирівневої системи в тих регіонах, де вони вже створені, для посилення роботи місцевих центрів.  Задля цього з 2021 році ВМЦ проводить адвокаційні та консультаційні візити в різні регіони України. 

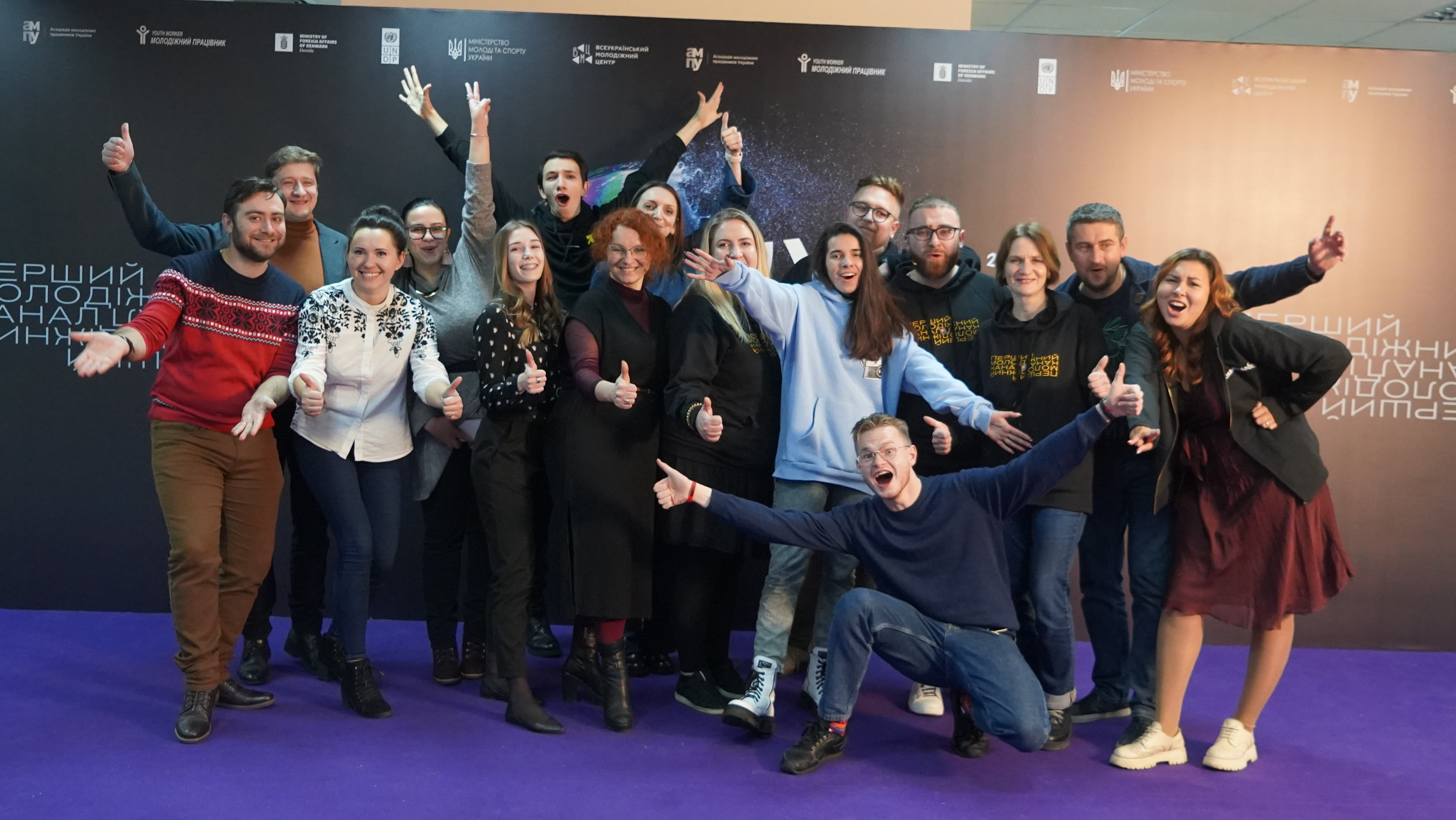
Команда Всеукраїнського молодіжного центру

### Розвиток молодіжної інфраструктури
ВМЦ надає якісні консультації молодіжним центрам та іншим суб’єктам молодіжної політики для впровадження необхідних проєктів та програм щодо розвитку молоді в Україні. Для цього ВМЦ разом проводить дослідження стану молодіжних центрів, молодіжних просторів та інших об’єктів молодіжної інфраструктури, а також їх діяльності.

### Поширення успішних практик молодіжної роботи
ВМЦ збирає, покращує та розповсюджує успішні практики молодіжної роботи. Для тих, хто працює з молоддю та створює продукти для молоді, Всеукраїнський молодіжний центр надає консультації та допомогу у впроваджені їх практик.
Одне з основних завдань ВМЦ –  забезпечення високого рівня відкритості та прозорості операційних та стратегічних процесів установ, в тому числі через створення вдосконалених політик та інструкцій. Це місток між владою, молодіжними центрами та громадськими організаціями, а також міжнародними партнерами.

## Проєкти

### Соціальна згуртованість через участь молоді
Спільний проєкт Програми Розвитку ООН в Україні, Міністерства молоді та спорту України та Всеукраїнського молодіжного центру «Соціальна згуртованість через участь молоді», який створений задля подолання викликів становлення миру в Україні. Він діє через підтримку молодих людей у контексті діалогу національної єдності, сприяючи участі та взаємодії молоді з владою на місцевому, регіональному та національному рівнях.

### Навчальна програма «Ефективний менеджмент молодіжних центрів»
Спеціалізована навчальна програма для працівників та волонтерів молодіжних центрів України, на якій учасники вдосконалюють свої навички менеджменту, вчаться визначити цілі роботи молодіжних центрів, планувати його роботу та вимірювати її ефективність.

### Форум молодіжних центрів «Від ініціативи до дії»
Щорічний проєкт, що збирає молодіжних працівників та працівниць установ, які працюють з молоддю у різних областях України, на одну подію задля їх мережування та обговорення актуальних питань сфери молодіжної політики.

Перший молодіжний канал

### Перший молодіжний канал[Архівовано1 лютого 2022 уWayback Machine.]
Спільний проєкт ВМЦ,  ПРООН та ГО "Асоціації молодіжних працівників України". Нова онлайн-платформа для комунікації, навчання та розвитку для тих, хто цікавиться молодіжною політикою та розвиває молодь в Україні. Вона гуртує навколо себе спільноту активних громадян та молодіжних працівників у мережах YouTube та Facebook.

Українсько-литовський молодіжний обмін у 2021

### Українсько-литовські обміни “Building friendship: Ukrainian and Lithuanian Centres”
Спільна програма обміну працівників молодіжних центрів України та Литви від Департаменту у справах молоді Міністерства соціального захисту Литви, Міністерства молоді та спорту України та Всеукраїнського молодіжного центру. Учасники вивчають особливості молодіжної політики та роботи двох країн. Проєкт передбачає поїздку-експедицію для працівників молодіжних центрів України до молодіжних центрів Литви та навпаки.

## Простір

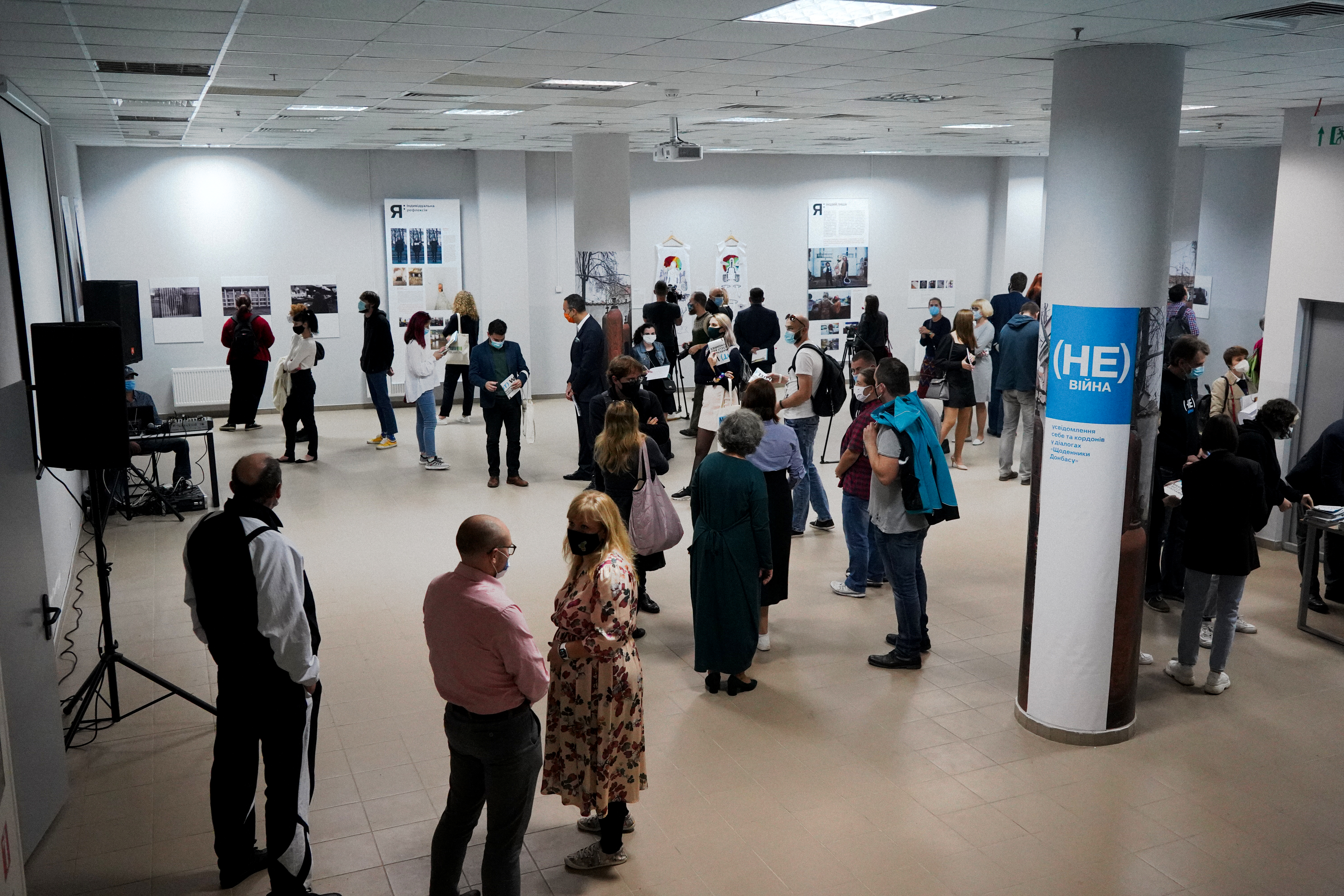
Простір Всеукраїнського молодіжного центру

Всеукраїнський молодіжний центр має багатофункціональний простір на 5 робочих поверхів наповнений необхідним технічним обладнанням для проведення лекцій, тренінгів, конференцій, зустрічей, прямих трансляцій та виставок:
- 0 поверх. Культурно-мистецький простір;
- 1 поверх. Навчальний центр;
- 2 поверх. Хаб розвитку громадянського суспільства (ІСАР «ЄДНАННЯ»);
- 3 поверх. Робочий простір ВМЦ;
- 4 поверх. ДУ «Спорт для всіх» та НДЦ «Інститут сімейної та молодіжної політики імені Олександра Яременка».

Простір знаходиться за адресою: м. Київ, вул. Еспланадна, 17.